# Christopher Jones (Schauspieler)
Christopher Jones (eigentlich William Frank Jones; * 18. August 1941 in Jackson, Tennessee; † 31. Januar 2014 in Los Alamitos, Kalifornien) war ein US-amerikanischer Schauspieler.

## Leben
Christopher Jones hatte einen ähnlichen Hintergrund wie James Dean, mit dem er in Aussehen und Art häufig verglichen wurde, doch interessierte er sich zunächst für die Kunst des Zeichnens, die er auf einer Kunstschule erlernte. Jones’ Interesse an Filmen führte ihn schließlich zur Schauspielerei. Er begann, sich Filme unter darstellerischen Aspekten anzuschauen, und nahm sich dazu James Dean (Jenseits von Eden) und Elvis Presley (Pulverdampf und heiße Lieder) zum Vorbild. Nach seinem Wehrdienst in der United States Army studierte Jones Malerei in New York und besuchte anschließend eine Schauspielklasse.
Befreundet mit Frank Corsaro, einem Freund von James Dean, absolvierte Jones seinen ersten Auftritt am Broadway am 17. Dezember 1961. Unter Corsaros Regie war er dabei in Tennessee Williams’ The Night of the Iguana neben Shelley Winters zu sehen. Winters stellte Jones Susan Strasberg vor, ebenfalls Schauspielerin und Tochter von Lee Strasberg. Jones besuchte daraufhin das Strasberg-Schauspielstudio, hielt um die Hand von Susan Strasberg an und heiratete sie 1965 trotz persönlicher Streitigkeiten zwischen ihm und seinem Schwiegervater. 1966 bekam das Paar eine Tochter, Jennifer Robin Jones.
Jones zog schließlich nach Hollywood und erhielt die Hauptrolle des Jesse James in der ABC-Fernsehserie The Legend of Jesse James, von der in den Jahren 1965 und 1966 34 Folgen produziert wurden. Danach übernahm er die Rolle des Liebhabers beziehungsweise Ehemanns von Susan Strasbergs Figur im Film Chubasco. Privat ließ sich das Paar 1968 scheiden. Weitere Rollen spielte er in den Filmen Wild in den Straßen (1968), in der Sex-Komödie Auf welcher Seite willst Du liegen, Liebling? (1968) und im Film Krieg im Spiegel (1969).
Seine vielleicht bekannteste Filmrolle hatte er im Jahr 1970 in Ryans Tochter als britischer Offizier, der an einem Kriegstrauma aus dem Ersten Weltkrieg leidend in eine nordirische Garnison versetzt wird und dort ein Verhältnis mit der Ehefrau des Dorflehrers eingeht. Das aufwendige Filmepos von David Lean hätte Jones’ großer Durchbruch werden können, doch der Film wurde von zeitgenössischen Kritikern meist schlecht besprochen – außerdem hatte Jones nach eigenen Angaben inzwischen „realisiert, die Schauspielerei nicht zu mögen“. Die Ermordung von Sharon Tate, mit der er kurz zuvor eine Affäre hatte, sorgte zusätzlich dafür, dass er sich von Hollywood entfremdete.
Nach Ryans Tochter beendete Jones seine Filmkarriere. In den folgenden Jahrzehnten betätigte er sich als Maler und Bildhauer und widmete sich der Erziehung seiner sieben Kinder. Ein Angebot für eine Nebenrolle als Zed in Quentin Tarantinos Pulp Fiction von 1994 lehnte er ab. In dem Film Bullet Point hatte er stattdessen zwei Jahre später seinen letzten Filmauftritt. Zur Frage, warum er Jones die Rolle angeboten habe, meinte Tarantino 1999: „Er sah aus wie James Dean, aber Chris Jones nahm sich nicht ernst wie James Dean. Er war im Kommen – mit der richtigen Person, die seine Karriere gehändelt hätte, könnte er heute noch einer der größten Namen sein.“
Christopher Jones starb 2014 im Alter von 72 Jahren an einer Krebserkrankung und wurde von seiner Ehefrau Paula McKenna sowie sieben Kindern überlebt. Sein Grab befindet sich auf dem Hollywood Forever Cemetery in Los Angeles.

## Filmografie
- 1965–1966: The Legend of Jesse James (Fernsehserie, 34 Folgen)
- 1967: Judd for the Defense (Fernsehserie, eine Folge)
- 1967: Solo für O.N.K.E.L. (The Man from U.N.C.L.E.; Fernsehserie, eine Folge)
- 1968: Chubasco
- 1968: Wild in den Straßen (Wild in the Streets)
- 1968: Auf welcher Seite willst Du liegen, Liebling? (Three in the Attic)
- 1969: Una breve stagione
- 1970: Krieg im Spiegel (The Looking Glass War)
- 1970: Ryans Tochter (Ryan’s Daughter)
- 1996: Bullet Point (Mad Dog Time)